# 抹大拉的馬利亞主教座堂 (華沙)

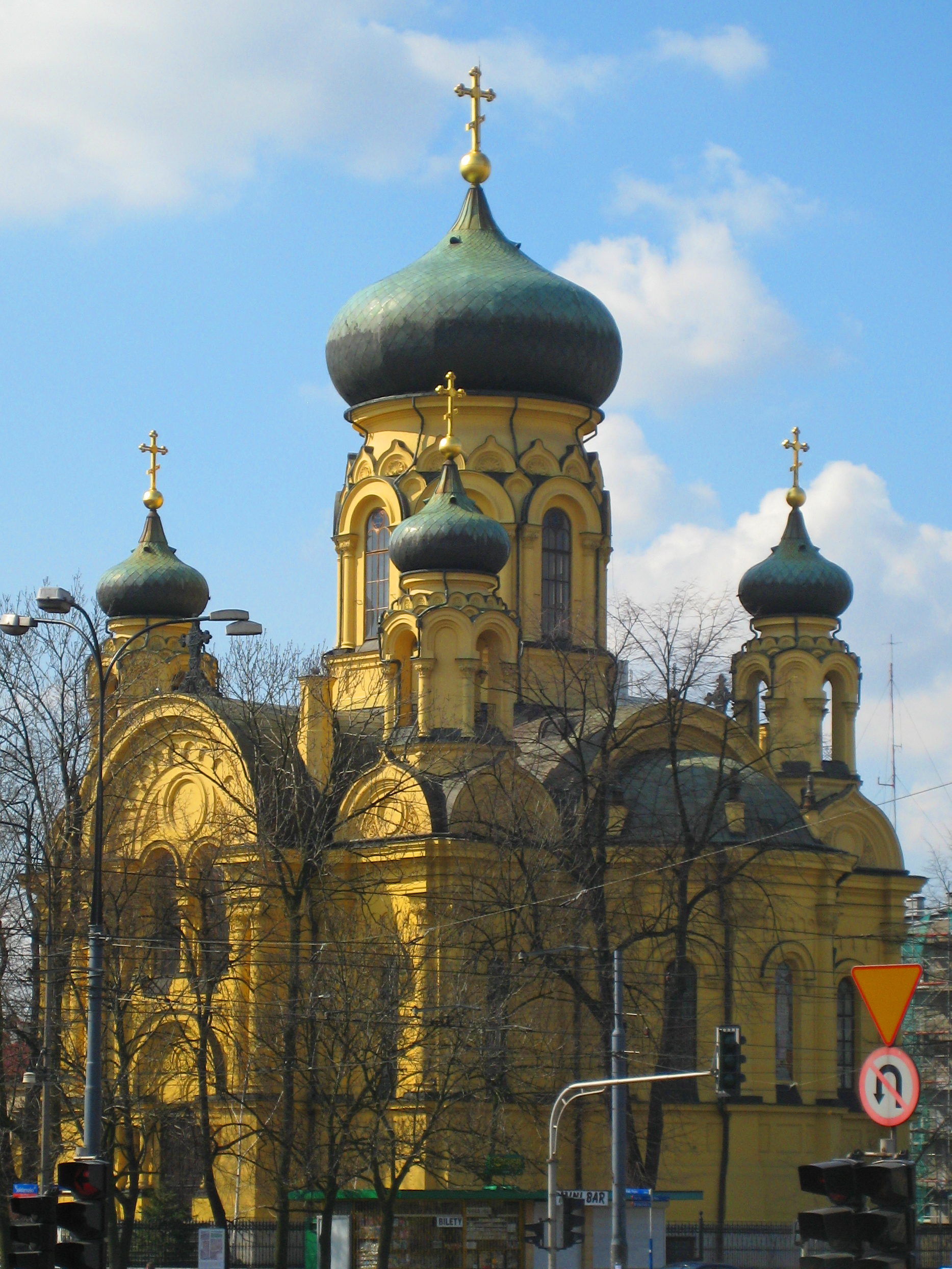
抹大拉的馬利亞主教座堂

抹大拉的馬利亞主教座堂是位於波蘭華沙的一座波蘭正教會的主教座堂。教堂竣工於1869年，以因應當時華沙逐漸增加的俄羅斯人人口。在波蘭第二共和國時期，抹大拉的馬利亞主教座堂是華沙兩座未被破壞或轉做它用的東正教教堂之一。現在這座教堂是波蘭主要的東正教教堂。在1965年，教堂被列入波蘭國家古蹟。 

## 外部連結
- History of the Cathedral on the parish website - in Polish